# شهرستان نیجیتسا
شهرستان نیجیتسا (به لهستانی: Powiat Nidzica) یک شهرستان در لهستان است که در استان وارمی-ماسوری واقع شده‌است. شهرستان نگجتسا ۹۶۰٫۷ کیلومتر مربع مساحت و ۳۳٬۹۵۵ نفر جمعیت دارد.